# 勒唐普勒
勒唐普勒（法語：Le Temple，法語發音：[lə tɑ̃pl]）是法国吉伦特省的一个市镇，属于莱斯帕尔梅多克区。

## 地理
勒唐普勒（44°52'44"N, 0°59'27"W）面积71.83 平方千米，位于法国新阿基坦大区吉倫特省，该省份为法国西南部沿海省份，是法國本土面积最大的省，北起滨海夏朗德省，西临大西洋，南至朗德省，东南接洛特-加龍省，东临多爾多涅省。
与勒唐普勒接壤的市镇（或旧市镇、城区）包括：圣梅达尔昂雅勒、阿雷斯、朗通、勒波日、圣埃莱娜、圣让迪亚克、萨洛讷、索莫斯。

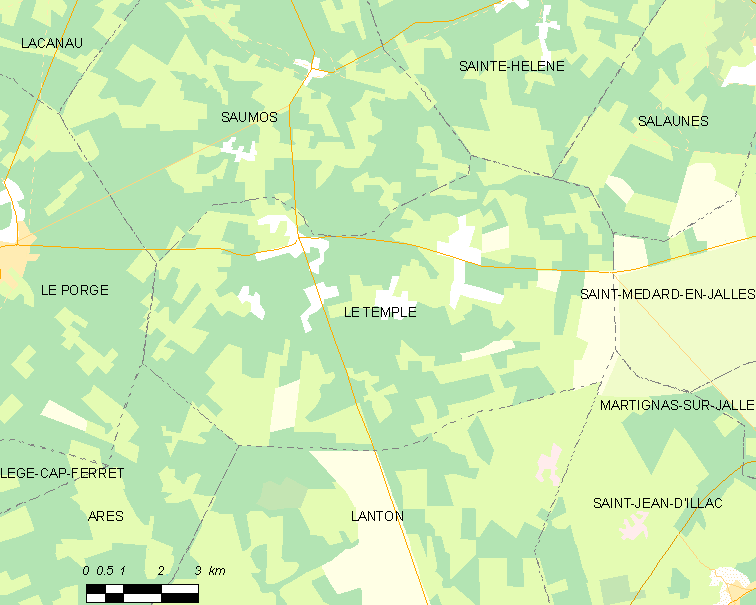
勒唐普勒的OSM定位图

勒唐普勒的时区为UTC+01:00、UTC+02:00（夏令时）。

## 行政
勒唐普勒的邮政编码为33680，INSEE市镇编码为33528。

## 政治
勒唐普勒所属的省级选区为南梅多克县。

## 人口

1962-2008年间勒唐普勒人口变化图示

勒唐普勒于2022年1月1日时的人口数量为648人。